# Pierrejean Gaucher
Pour les articles homonymes, voir Gaucher (homonymie).
Pierrejean Gaucher est un guitariste et compositeur français. 

## Biographie

### Jeunesse
Durant son adolescence, Pierrejean Gaucher est passionné de dessin. C’est à 15 ans qu’il commence la guitare, sur un instrument qu’il a bricolé lui-même dans l’atelier de son père. A l’époque, il reprend des titres des Beatles ou de Status Quo et forme son premier groupe au lycée, en prenant ses premiers cours avec Alain Vérité, avant de s’initier au jazz avec Eric Boell. Ses premières influences sont des artistes du « progressive rock » anglais comme King Crimson et Yes. Pierrejean découvre ensuite, grâce à un ami, le jazz-rock avec Mahavishnu Orchestra et Magma, puis remonte l’histoire du jazz, avec des artistes comme Charlie Parker, John Coltrane et Miles Davis. Il se met alors à étudier l’harmonie, le solfège et commence à composer.

## Carrière
A 20 ans, il forme Abus Dangereux, un groupe de jazz-rock progressif avec d’anciens amis du lycée : Serge Lamboley (batterie), Michel Miglierini (basse) et Dominique Paulin (piano). En décembre 1979, avec de nouveaux musiciens, le groupe enregistre son premier LP au Rock Star Studio à Londres : Le Quatrième Mouvement. Son écriture très française est une des raisons évoquées du succès de ce disque qui est bien accueilli par la presse spécialisée.
En mai 1981, il part quatre mois à la Berklee School of Music (Boston) afin de se perfectionner sur l’instrument et l’écriture. Lors de la sortie du deuxième album d’Abus Dangereux, Bis en 1982, la musique du groupe dépasse l’étiquette du jazz-rock, les compositions de Pierrejean Gaucher sont décrites comme profondes et le groupe intègre un nouveau membre : le saxophoniste américain Bobby Rangell. Happy french band est le troisième album d’Abus Dangereux, sorti en 1984. Le groupe termine sa tournée française au New Morning à Paris, où il enregistre un quatrième album, Live en 1985.
La formation du groupe ainsi que son instrumentation (dont l’ordinateur qui fait partie intégrante du groupe sur scène) évoluent[C'est-à-dire ?], et son nom est simplifié pour « Abus ». A cette époque, Pierrejean Gaucher consacre beaucoup de temps à l’écriture pour le groupe et compose en 1987 le premier générique TV de l’émission Jazz 6.
Abus enregistre avec Randy Brecker, en 1986, qui participe à quelques concerts. Le groupe sort les albums Jazz’n’Roll (1986), Japanese Bop (1988) et après l’album Manèges (1991), il est dissout. Cette formation phare de la scène française a réalisé plus de 400 concerts en France et à l’étranger. Beaucoup d’illustres musiciens ont croisé la route de ce groupe : Randy Brecker, Stéphane Belmondo, Olivier Hutman, Etienne M’Bappé… 
Pierrejean Gaucher crée le New Trio en 1992, avec le batteur André Charlier et le bassiste Daniel Yvinec, rencontrés au CMCN de Nancy (une école où tous trois sont intervenants). L’album New Trio sorti en 1993 reçoit en accueil enthousiaste, (un second album, Pick’s Dilemma, suit en 1996). En 1994, ce trio devient (en parallèle) un quintet qui rend hommage à Frank Zappa disparu un an plus tôt. Ce projet intitulé Zappe Zappa rassemble un public qui déborde largement le jazz. Deux CD de cette formation sont parus en 1998 et 2002, une manière pour Pierrejean de continuer à faire vivre la musique d’un de ses plus grands inspirateurs. 
En 2000, il crée un nouveau quartet : le Phileas Band avec Jean Wellers (bassiste), Eric Séva (saxophoniste) et André Charlier (batteur). Le concept de cet album est d’« accomplir un tour d’Europe en 80 airs ».
Parallèlement à sa carrière artistique, il prend ses fonctions de responsable du département guitare et MAO du CMDL à Dammarie-les-Lys (école supérieure de jazz fondée en 2000 par le violoniste Didier Lockwood). 
En 2002, il fonde un duo avec le guitariste Christophe Godin, les 2G.  En 2005, Pierrejean démarre le projet La Fontaine et Le Gaucher, consacrée aux fables de la Fontaine, et produit le spectacle Fabulatorz dans les Alliances françaises de Chine, du Canada et des pays de l’Est,.
En 2009, Pierrejean sort le disque Melody Makers où il rend hommage aux groupes et musiciens qui ont marqué son apprentissage musical comme Led Zeppelin, Deep Purple, The Beatles ou plus tard, Radiohead. Pour ce projet, il s’associera au batteur Cédric Affre et au violoncelliste Clément Petit. Un second disque, Melody Makers 2, sort en 2012. Après le premier axé sur des reprises, celui-ci ne comporte que des compositions qui revendiquent l’héritage de ces influences[réf. souhaitée].
Aujourd’hui, Pierrejean écrit régulièrement pour diverses revues musicales et participe à des émissions musicales sur France Musique. Il compose et arrange toujours dans divers styles, tout en développant de plus en plus des collaborations avec d’autres artistes. Par exemple, des albums originaux s’inspirant de céramiques, Le son des bols (2016) ou de sculptures métalliques pour Les étincelles hurlantes (2018). Fréquemment invité par des conservatoires, il crée de nombreuses pièces pour grands orchestres, autour de thématiques diverses (la musique de Frank Zappa, d’Erik Satie, la Pop anglaise…).

## Méthodes
Pierrejean Gaucher enseigne régulièrement dans de grandes écoles de jazz françaises, (Music Academy de Nancy, Centre des musiques Didier Lockwood…). 
Il est l’auteur d’ouvrages pédagogiques :
- En 1996, Pierrejean Gaucher publie sa méthode Les Bases de l’improvisation volume 1 sous forme de vidéo, méthode reconnue et promue dans la presse spécialisée[26].
- En 1998, Pierrejean Gaucher publie sa méthode Des Intervalles aux Triades 1, sous forme de livre.
- En 2003, avec l’éditeur Claude Fabre des éditions Outre Mesure, Pierrejean sort Guitaristes, volume 1. Dans cet ouvrage, neuf guitaristes (dont lui-même) n'offrent pas une méthode unique mais neuf discours complémentaires et interactifs, neuf aperçus d’un même instrument[27]. Un second volume sort chez le même éditeur en 2017.

## Discographie

### Leader et co-leader

#### Abus Dangereux
- 1980 : Le Quatrième Mouvement
- 1982 : Bis
- 1983 : Happy French Band
- 1985 : Live

#### Abus
- 1986 : Jazz’n’Roll
- 1988 : Japanese Bop
- 1989 : Best of
- 1991 : Manèges

#### Pierrejean Gaucher
- 1993 : New Trio
- 1996 : Pick’s Dilemma
- 1998 : Zappe Zappa
- 2000 : Phileas Band
- 2002 : Zappe Zappa / Live in Stollwerck
- 2005 : La fontaine et le gaucher
- 2007 : 2G (avec Christophe Godin)
- 2009 : Melody Makers
- 2012 : Melody Makers II
- 2016 : Le son des bols
- 2018 : Les étincelles hurlantes (avec Julien Allegre)

### Arrangements-production
- 2005 : Double vie, Mamia Cherif
- 2005 : Long Live Love, John Meldrum
- 2017 : Je regarde le ciel, Damien Jourdan

### Sideman, guest, compilations
- 1983 : Pictures of life, Didier Bocquet
- 1987 : L’envol du Bourdin, Philippe Bourdin
- 1988 : Philippe Bourdin et la Chorale Neuventse
- 1988 : Yamen, Yamen, Tahra
- 1993 : Furia, Michel Pascal
- 1996 : Music Shop Vol.3
- 1998 : Pictures Of The New World, Gozzozoo
- 1998 : Des Intervalles aux Triades, Pierrejean Gaucher
- 2000 : Jazz Afro Design Electric, Jade (91) (Bernard Brand, Olivier Freche et Raoul Wisniewski)
- 2002 : Yahozna Band, Yahozna Band
- 2002 : Barbes City Limit Blues, Karim Albert Kook
- 2002 : … décompte à liège, Christophe Maroye Quartet invite Pierrejean Gaucher
- 2003 : Zappanale 13
- 2003 : Guitaristes, volume 1
- 2009 : Electro Live Band, Vol. ½
- 2011 : Guitar Addiction, a tribute to modern guitar
- 2011 : Jazzarab, Mamia Cherif
- 2012 : Infundibuliforme, Sebastien Bonniau Trio
- 2014 : Lignes Directes, Franck Rochard Jazz Tribe
- 2017 : The Beatles in Jazz (A Jazz Tribute To The Beatles)